# 4 meses, 3 semanas, 2 días
4 luni, 3 săptămâni si 2 zile (en español: 4 meses, 3 semanas, 2 días) es una película dramática de 2007 escrita y dirigida por Cristian Mungiu. Está ambientada en los últimos años del comunismo en Rumanía y narra los problemas de dos estudiantes que se enfrentan al embarazo no deseado de una de ellas en una época en la que el aborto estaba prohibido por la ley. La cinta es la primera entrega de una serie llamada Relatos de la Edad de Oro, proyecto englobado en la Nueva ola rumana, cuyo objetivo es hablar del periodo comunista a través de historias sobre las personas que lo vivieron.
La película recibió múltiples nominaciones y galardones. Se estrenó el 17 de mayo de 2007 en el Festival de Cannes donde se alzó con la Palma de Oro y con el premio FIPRESCI de la crítica. Después de su estreno, la película se convirtió en objeto de cierta controversia por la censura, el debate sobre el aborto y su exclusión que tuvo al no ser nominada en los Premios Oscar , pero en 2016 ocupó el puesto número 15 en la lista de las 100 mejores películas del siglo XXI de la BBC.

## Sinopsis
En la Rumanía de los años 80, Otilia y Găbiţa son dos amigas que comparten habitación en una residencia universitaria. Găbiţa está embarazada y contacta con un tal Señor Bebe para que le practique un aborto clandestino. Con ese fin, Otilia se encarga de reservar una habitación en un hotel barato y posteriormente, se hará pasar por la hermana de Găbiţa para poder acompañar a su amiga durante el proceso, aún más duro y desolador de lo que en un principio habían imaginado.

## Reparto
- Anamaria Marinca - Otilia
- Laura Vasiliu - Găbiţa
- Vlad Ivanov - Sr. Bebe
- Alexandru Potoceanu - Adi
- Luminița Gheorghiu - Señora Radu
- Adi Carauleanu - Señor Radu

## Producción
Coproducción Rumanía-Bélgica; Mobra Films Productions / Saga Films / Centrul National al Cinematografiei

### Lugares de rodaje
- Bucarest
- Hotel Astoria (Bucarest)
- Ploieşti

## Estreno
- Francia: 17 de mayo de 2007 - Festival de Cannes.
- Rumanía: 1 de junio de 2007 - Festival Internacional de Cine de Transilvania.
- España: 20 de septiembre de 2007 - Festival Internacional de Cine de San Sebastián.
- México: 7 de octubre de 2007 - Festival Internacional de Cine de Morelia.
- Argentina: 6 de diciembre de 2007.
- Colombia: 18 de abril de 2008.
- Venezuela: 23 de mayo de 2008.
- Perú: 31 de julio de 2008.

## Recepción

### Crítica

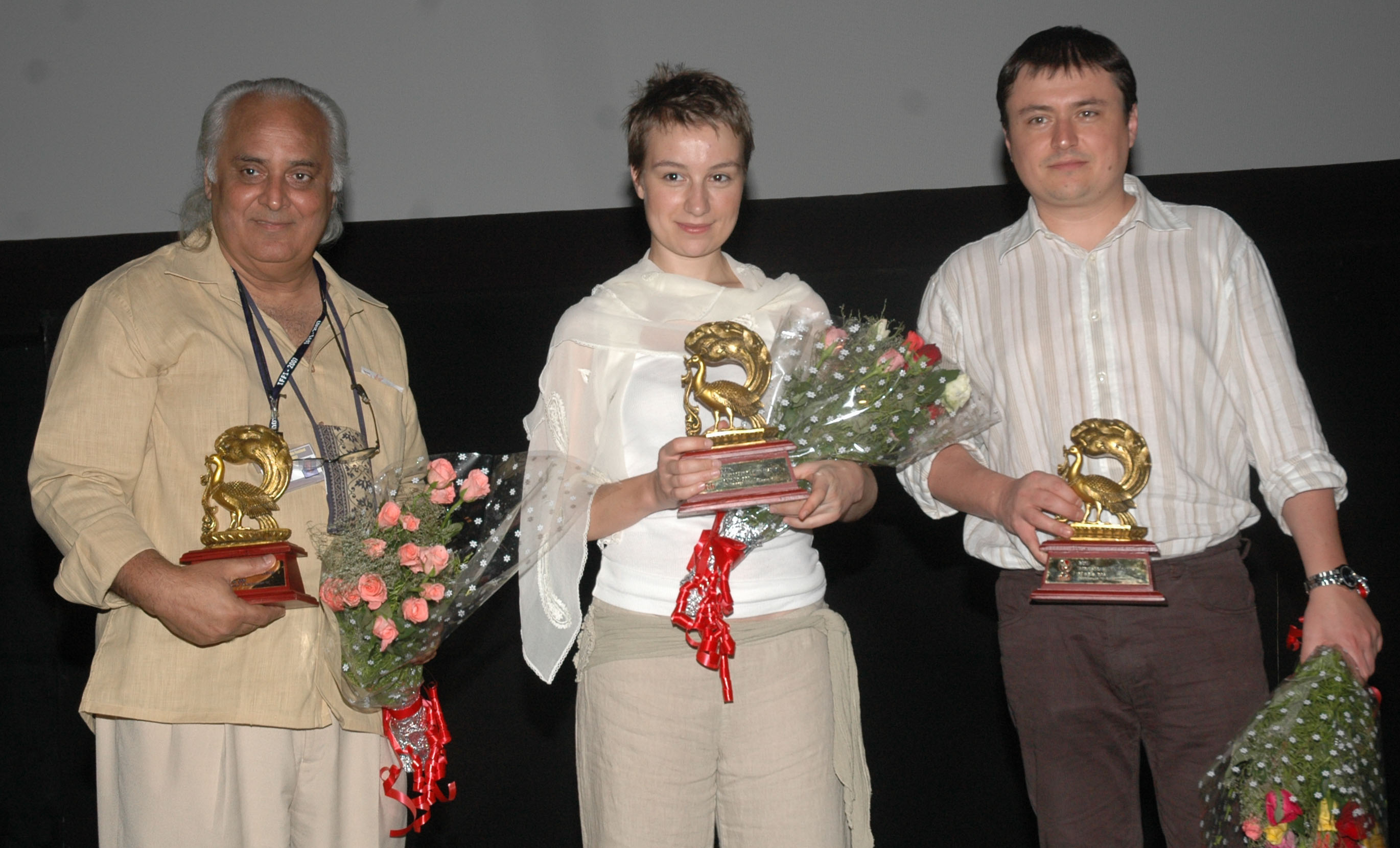
El director Cristian Mungiu junto a la actriz Anamaria Marinca en la presentación de la película el 24 de noviembre de 2007 en el Festival Internacional de Cine de la India.

La película obtiene positivas reseñas en los portales de información cinematográfica tanto entre los usuarios como entre la crítica profesional. En IMDb con 59.822 valoraciones obtiene una puntuación media de 7,9 sobre 10. En FilmAffinity con 19.773 votaciones tiene una calificación de 7,2 sobre 10. En el agregador de críticas Rotten Tomatoes obtiene una consideración de "fresco" para el 96% de las 146 críticas profesionales, cuyo consenso destaca las "actuaciones desgarradoras de Anamaria Marinca y Laura Vasiliu" y su "retrato apasionante de la vida en la Rumania comunista", y para el 86% de los usuarios del portal computando más de 25.000 valoraciones.
El crítico Carlos Boyero en el diario El País destacó "tan austera como sugerente, tan veraz como tenebrosa, tan realista como crítica(...) inteligente y durísimo retrato de la supervivencia cuando todo lo que te rodea te invita a la rendición". Oti Rodríguez Marchante para el diario ABC le otorgó 4 de 5 estrellas alabando que se trata de una "película curiosísima, distinta(...) atrapa al espectador convirtiéndolo en partícipe más que en testigo.(...) Su modo de engarzar situaciones y tomar curvas narrativas es espectacular". Francisco Marinero en el diario El Mundo le otorgó 5 de 5 estrellas argumentando "Mungiu ha escrito y puesto en escena el antimelodrama por excelencia: un drama sin música(...) que evita los recursos emotivos y se ciñe a los descriptivos y un tratamiento muy original del tema". Javier Ocaña en la revista Cinemanía también le otorgó una puntuación de 5 sobre 5 enfatizando que "es una montaña de rigor ético y estético.(...) utilizando las elipsis de una forma tan prodigiosa que, sin serlo, parece narrada en tiempo real". Nuria Vidal en la revista Fotogramas indicó "el tema de este film es el derecho al aborto. Pero quedarse solo en este enunciado es reducir la importancia de esta estremecedora y al mismo tiempo fascinante película. El aborto en realidad es el macguffin del auténtico asunto del film: el miedo. Ese miedo que se huele, se siente en la piel, se puede tocar".
El crítico Peter Bradshaw en el diario The Guardian le otorgó 5 estrellas de 5 calificándola de "feroz, aterradora y brutal(...) una obra maestra". Por su parte Manohla Dargis para el diario The New York Times resumió que se trata de "una historia implacable y violenta, que en su transcurso narrativo, se convierte en un inolvidable y perturbador logro estético e intelectual".

### Premios y nominaciones
| Fecha              | Premio                                                      | Categoría                                           | Receptor(es)                     | Resultado |
| ------------------ | ----------------------------------------------------------- | --------------------------------------------------- | -------------------------------- | --------- |
| Mayo de 2007       | Festival de Cannes                                          | Palma de Oro                                        | Cristian Mungiu                  | Ganadora  |
| Mayo de 2007       | Festival de Cannes                                          | Premio de la crítica (FIPRESCI)                     | Cristian Mungiu                  | Ganadora  |
| Septiembre de 2007 | Festival Internacional de Cine de San Sebastián             | Premio FIPRESCI a la mejor película                 | Cristian Mungiu                  | Ganadora  |
| Octubre de 2007    | Hollywood Film Festival                                     | Hollywood World Award                               | Cristian Mungiu                  | Ganadora  |
| Noviembre de 2007  | Festival de Cine de Estocolmo                               | Mejor actriz                                        | Anamaria Marinca                 | Ganadora  |
| Noviembre de 2007  | Festival de Cine de Estocolmo                               | Caballo de bronce                                   | Cristian Mungiu                  | Ganadora  |
| Diciembre de 2007  | Premios del Cine Europeo                                    | Mejor director                                      | Cristian Mungiu                  | Ganador   |
| Diciembre de 2007  | Premios del Cine Europeo                                    | Mejor película                                      |                                  | Ganadora  |
| Diciembre de 2007  | Premios del Cine Europeo                                    | Mejor actriz                                        | Anamaria Marinca                 | Nominado  |
| Diciembre de 2007  | Premios del Cine Europeo                                    | Mejor guion                                         | Cristian Mungiu                  | Nominada  |
| Diciembre de 2007  | Premios Satellite                                           | Mejor película extranjera                           |                                  | Nominada  |
| 2007               | Chicago Film Critics Association                            | Mejor película en lengua extranjera                 |                                  | Ganadora  |
| Diciembre de 2007  | Toronto Film Critics Association                            | Mejor película extranjera                           |                                  | Ganadora  |
| Enero de 2008      | Globos de Oro                                               | Mejor película en lengua no inglesa                 |                                  | Nominada  |
| Enero de 2008      | Festival Internacional de Cine de Palm Spring               | Premio FIPRESCI a la mejor actriz                   | Anamaria Marinca y Laura Vasiliu | Ganadora  |
| Enero de 2008      | Premios de la Asociación de Críticos de Cine de Los Ángeles | Mejor película extranjera                           | Cristian Mungiu                  | Ganadora  |
| Enero de 2008      | Premios de la Asociación de Críticos de Cine de Los Ángeles | Mejor actor de reparto                              | Vlad Ivanov                      | Ganador   |
| Enero de 2008      | Broadcast Film Critics Association Awards                   | Premio de la crítica a la mejor película extranjera |                                  | Nominada  |
| Enero de 2008      | Sociedad Nacional de Críticos de Cine (Estados Unidos)      | Mejor película extranjera                           |                                  | Ganadora  |
| Enero de 2008      | Premios del Círculo de Críticos de Cine de Nueva York       | Mejor película extranjera                           |                                  | Ganadora  |
| Enero de 2008      | Vancouver Film Critics Circle                               | Mejor película extranjera                           |                                  | Ganadora  |
| Febrero de 2008    | Film Critics Circle of Australia                            | Mejor película extranjera                           | Cristian Mungiu                  | Nominada  |
| Febrero de 2008    | Premios Independent Spirit                                  | Mejor película extranjera                           | Cristian Mungiu                  | Nominada  |
| Febrero de 2008    | Premios Bodil                                               | Mejor película no americana                         | Cristian Mungiu                  | Nominada  |
| Febrero de 2008    | Premios César                                               | Mejor película extranjera                           | Cristian Mungiu                  | Nominada  |
| Febrero de 2008    | London Critics Circle Film                                  | Mejor actriz                                        | Anamaria Marinca                 | Nominada  |
| Febrero de 2008    | London Critics Circle Film                                  | Mejor director                                      | Cristian Mungiu                  | Nominado  |
| Febrero de 2008    | London Critics Circle Film                                  | Mejor película extranjera                           |                                  | Nominada  |
| Marzo de 2008      | Festival Internacional de Cine de Sofía                     | Mejor película balcánica                            |                                  | Ganadora  |
| Abril de 2008      | Premios David de Donatello                                  | Mejor película de la Unión Europea                  | Cristian Mungiu                  | Nominada  |
| Septiembre de 2008 | Premios Cóndor de Plata                                     | Mejor película extranjera de habla no hispana       | Cristian Mungiu                  | Nominada  |
| Diciembre de 2008  | Premios Sur                                                 | Mejor película extranjera                           | Cristian Mungiu                  | Ganadora  |
| Enero de 2009      | Central Ohio Film Critics Association                       | Mejor película en lengua extranjera                 |                                  | Ganadora  |
| Enero de 2009      | Círculo de escritores cinematográficos                      | Mejor película extranjera                           |                                  | Nominada  |
| Febrero de 2009    | Premios Goya                                                | Mejor película europea                              | Cristian Mungiu                  | Ganadora  |
| Marzo de 2009      | Premios Chlotrudis                                          | Mejor guion original                                | Cristian Mungiu                  | Ganador   |
| Marzo de 2009      | Premios Chlotrudis                                          | Mejor película                                      |                                  | Nominada  |
| Marzo de 2009      | Premios Chlotrudis                                          | Mejor actriz                                        | Anamaria Marinca                 | Nominada  |
| Marzo de 2009      | Premios Chlotrudis                                          | Mejor director                                      | Cristian Mungiu                  | Nominado  |
| Abril de 2009      | Gran Premio del Cine de Brasil                              | Mejor película extranjera                           |                                  | Nominada  |
| Julio de 2009      | Premios Turia                                               | Mejor película extranjera                           |                                  | Ganadora  |